# Trachemys scripta
Trachemys scripta là một loài rùa trong họ Emydidae. Loài này được Thunberg In Schoepff mô tả khoa học đầu tiên năm 1792.

## Hình ảnh

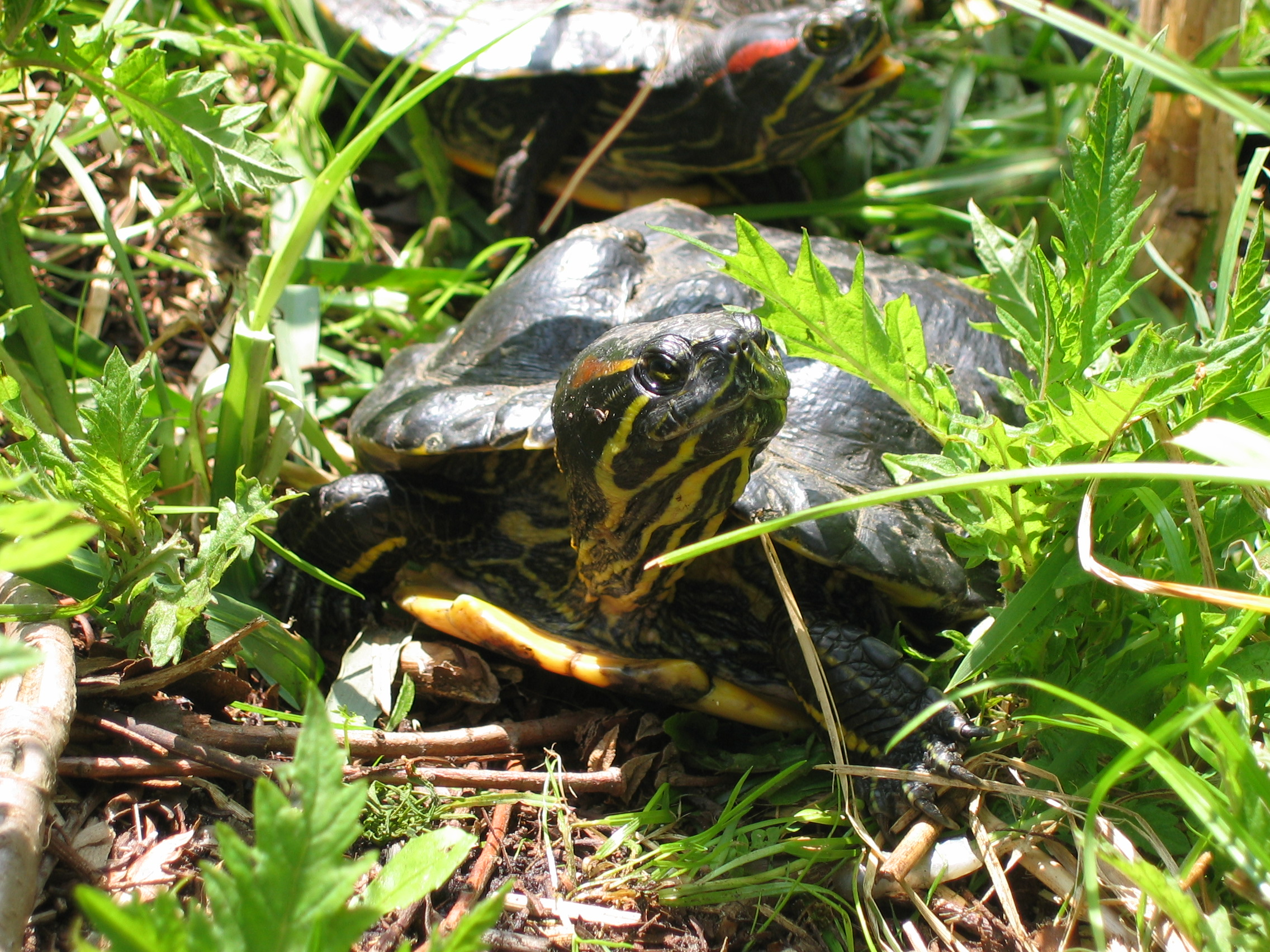
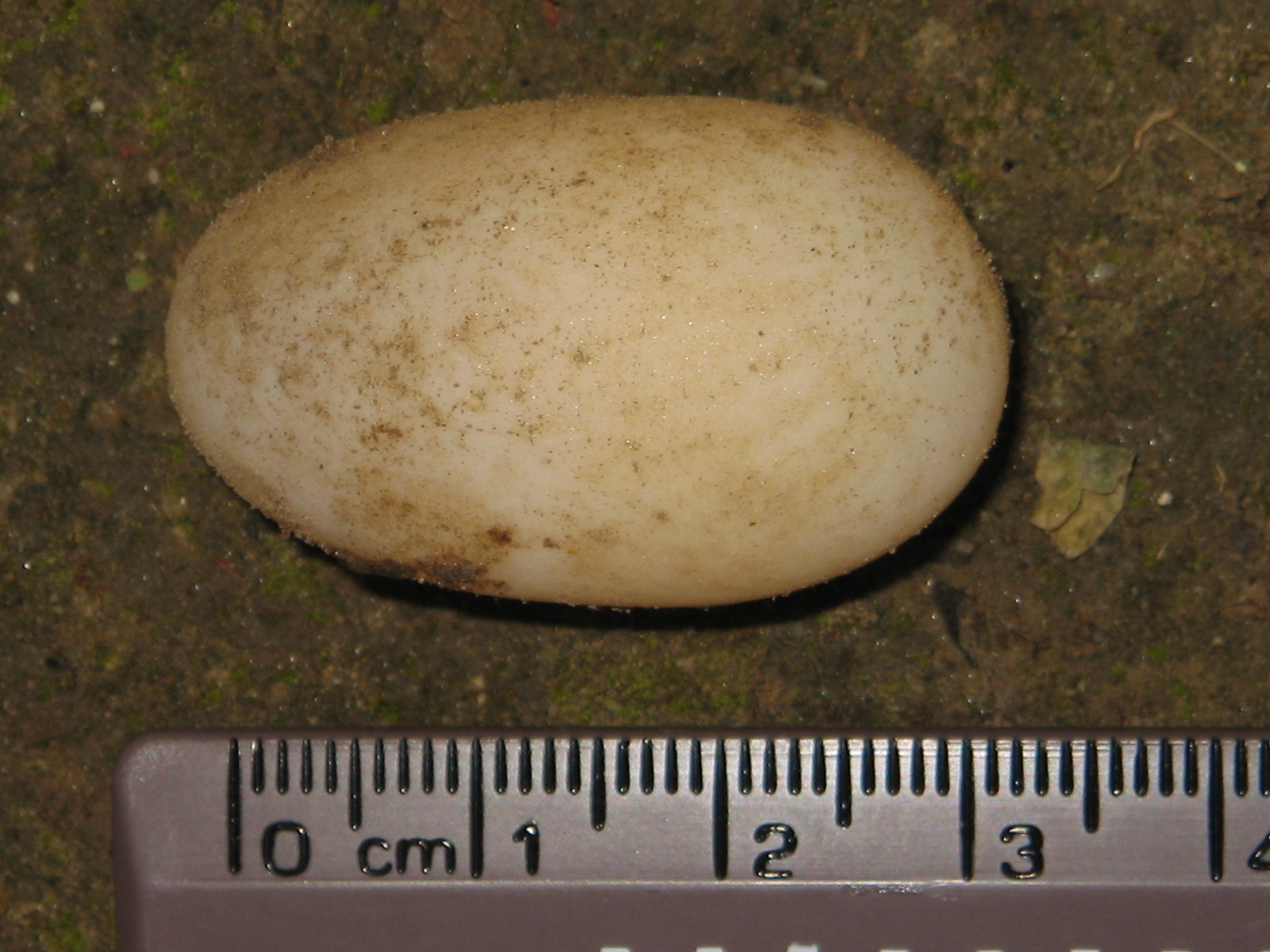
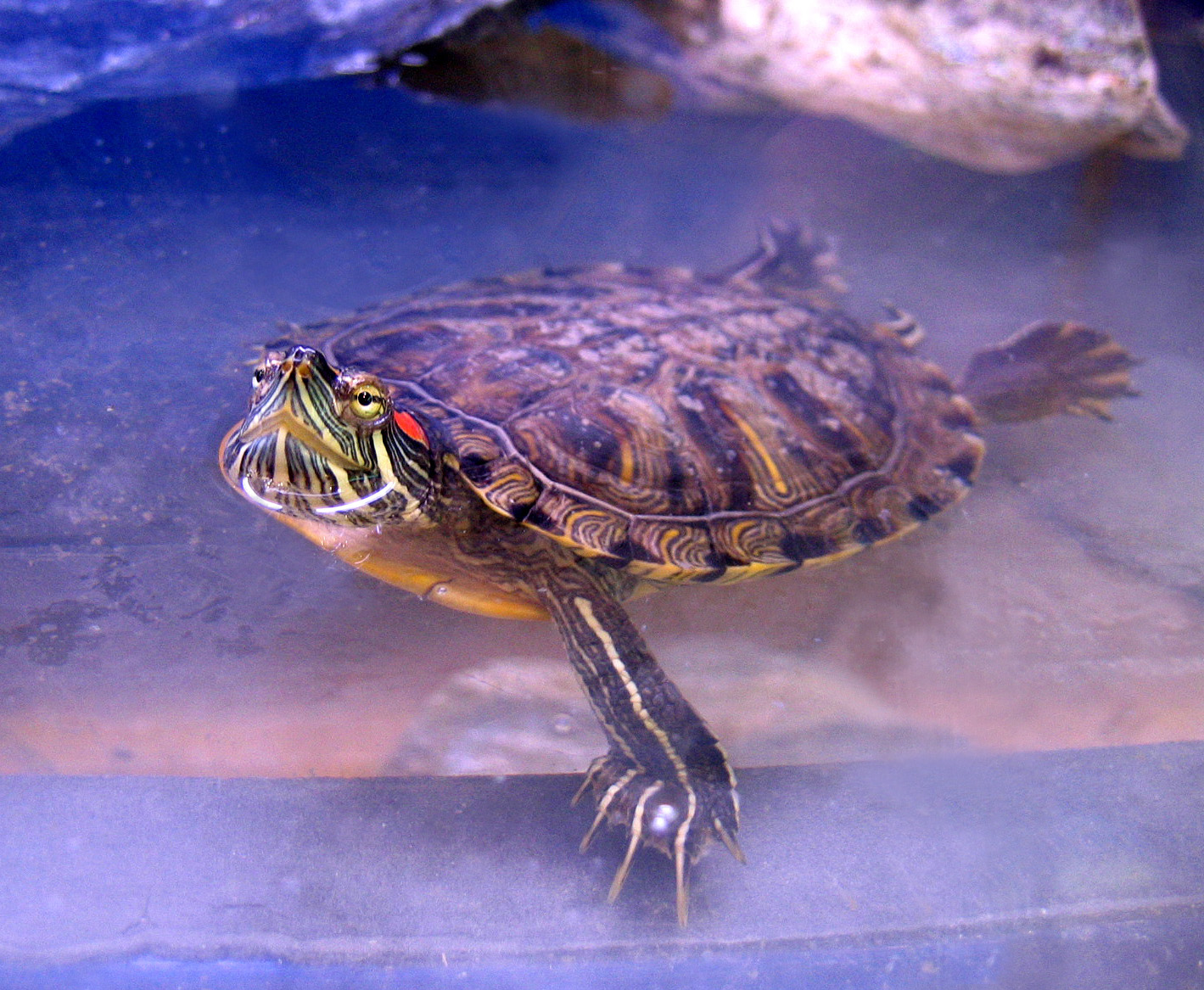
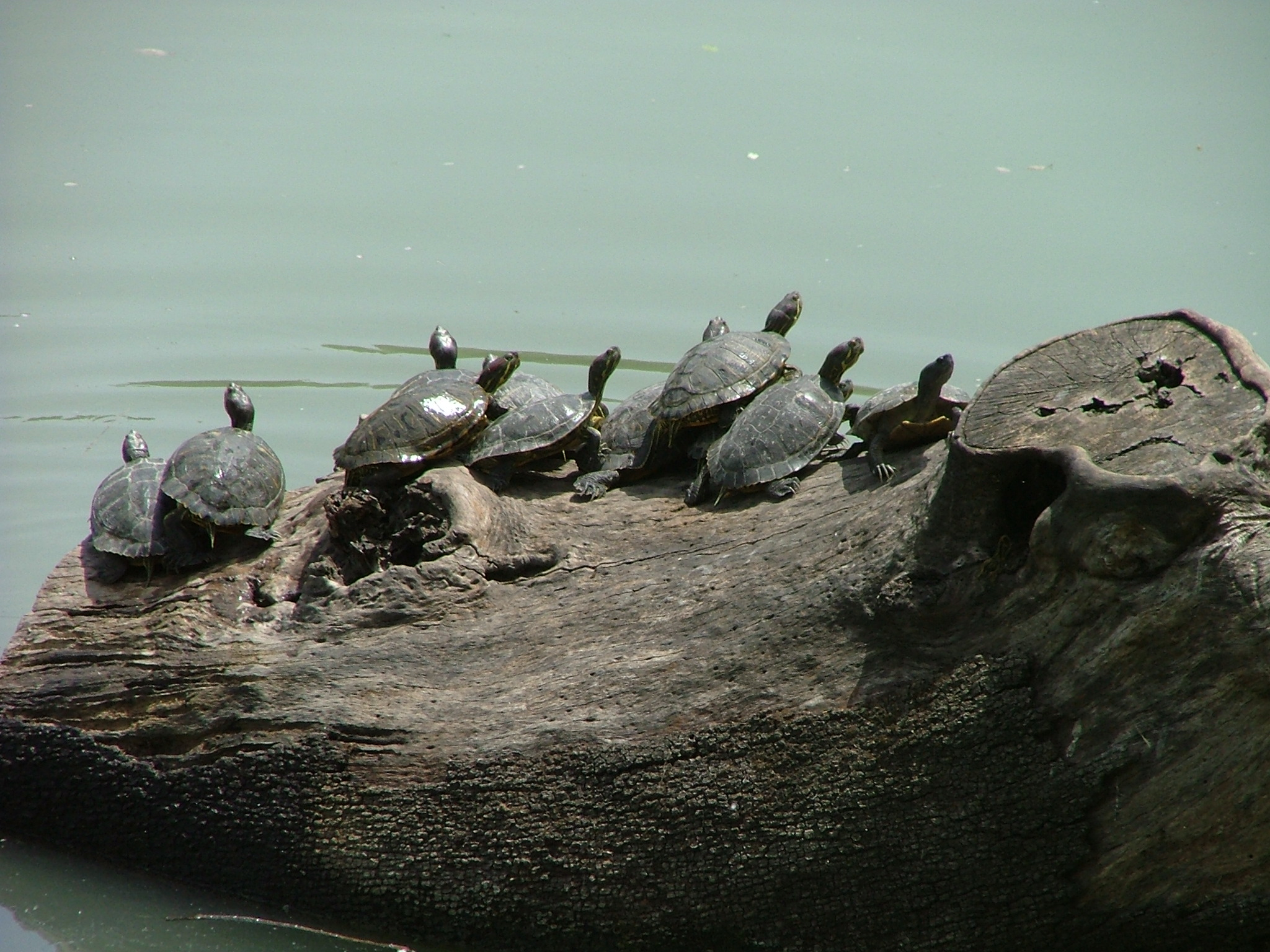
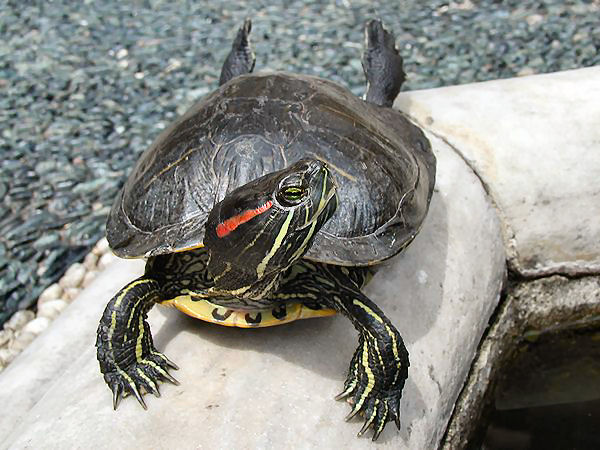
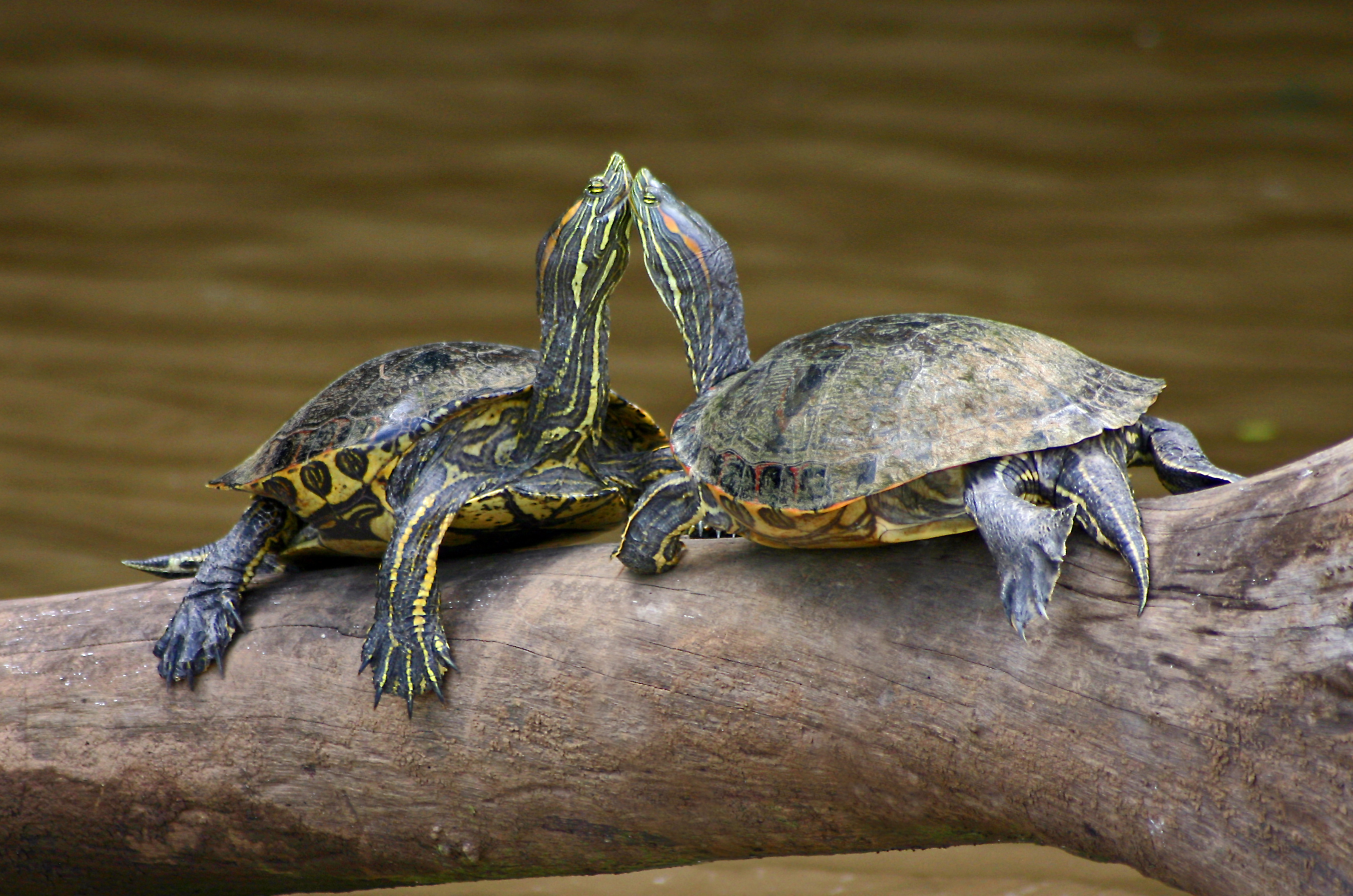
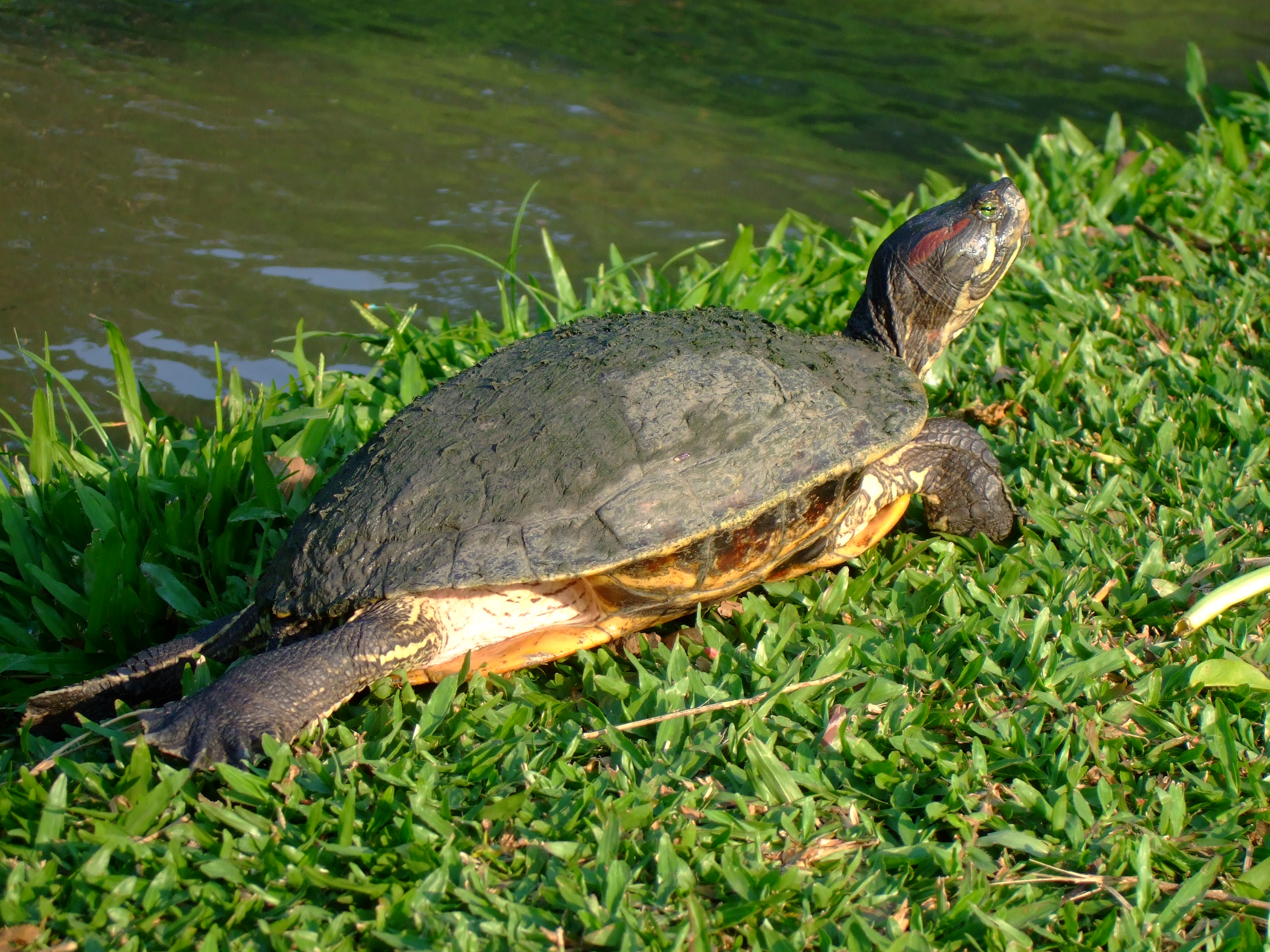